# The Beach Boys’ Christmas Album
The Beach Boys’ Christmas Album — рождественский альбом американской рок-группы The Beach Boys, вышедший в 1964 году на Capitol Records, седьмой студийный альбом группы. В американском рождественском хит-параде он занял 6-е место. Пластинка включает сингл 1963 года «Little Saint Nick».

## Обзор
The Beach Boys’ Christmas Album стал четвёртой долгоиграющей пластинкой группы, вышедшей в 1964 году: до этого у The Beach Boys вышли два студийных диска и концертный альбом. Почти половина песен являются традиционными рождественскими хитами, записанными оркестром под руководством аранжировщика Дика Рейнольдса, работавшего с The Four Freshmen, которая оказала сильное влияние на стиль Брайана Уилсона. Остальные песни, в стиле рок, были продюсированы Уилсоном.

## Список композиций
| №  | Название                    | Автор(ы)                    | Вокал             | Длительность |
| -- | --------------------------- | --------------------------- | ----------------- | ------------ |
| 1. | «Little Saint Nick»         | Брайан Уилсон / Майк Лав    | М. Лав            | 1:59         |
| 2. | «The Man with All the Toys» | Б. Уилсон / М. Лав          | Б. Уилсон, М. Лав | 1:32         |
| 3. | «Santa’s Beard»             | Б. Уилсон / М. Лав          | М. Лав            | 1:59         |
| 4. | «Merry Christmas, Baby»     | Б. Уилсон                   | М. Лав            | 2:22         |
| 5. | «Christmas Day»             | Б. Уилсон                   | Алан Джардин      | 1:35         |
| 6. | «Frosty the Snowman»        | Стив Нельсон / Джек Роллинз | Б. Уилсон         | 1:54         |

| №  | Название                        | Автор(ы)                           | Вокал             | Длительность |
| -- | ------------------------------- | ---------------------------------- | ----------------- | ------------ |
| 1. | «We Three Kings of Orient Are»  | Джон Генри Хопкинс                 | М. Лав, Б. Уилсон | 4:03         |
| 2. | «Blue Christmas»                | Билли Хейз / Джей У. Джонсон       | Б. Уилсон         | 3:09         |
| 3. | «Santa Claus Is Comin’ to Town» | Дж. Фред Кутс / Хэвен Гиллеспи     | Б. Уилсон, М. Лав | 2:20         |
| 4. | «White Christmas»               | Ирвинг Берлин                      | Б. Уилсон         | 2:29         |
| 5. | «I’ll Be Home for Christmas»    | Ким Гэннон / Уолтер Кент / Бак Рэм | Б. Уилсон         | 2:44         |
| 6. | «Auld Lang Syne»                | Народная, аранжировка Б. Уилсона   | Группа            | 1:19         |

В 1991 году альбом был переиздан на компакт-диске и включал 4 дополнительные песни: «Little Saint Nick» [Single Version], «The Lord’s Prayer», «Little Saint Nick» [Alternative Version] и «Auld Lang Syne» (без анонса Д. Уилсона).

## Участники записи
- Майк Лав — вокал
- Карл Уилсон — соло-гитара, вокал
- Алан Джардин — ритм-гитара, вокал
- Брайан Уилсон — бас-гитара, вокал
- Деннис Уилсон — барабаны, вокал

## Альбомные синглы
- Little Saint Nick / The Lord’s Prayer (Capitol 5096; 2 декабря 1963)
- The Man with All the Toys / Blue Christmas (Capitol 5312; 16 ноября 1964)